# Тевщак
Тевщак — річка у Рахівському района Закарпатської області, ліва притока Апшиці (басейн Дунаю).

## Опис
Довжина річки 16 км. Формується з багатьох безіменних струмків.

## Розташування
Бере початок на північно-східній стороні від села Водиця. Тече переважно на південний захід і в селі Вернє Водяне впадає у річку Апшицю, праву притоку Тиси.